# ویکی‌فقه
ویکی‌فقه یک دانشنامهٔ اینترنتی آزاد با موضوع علوم اسلامی و علوم مرتبط با علوم اسلامی است که با همکاری افراد داوطلب و همچنین طلاب قم، مشهد، نجف و سایر حوزه‌های علمیه در حوزهٔ علوم اسلامی تدوین می‌شود. این دانشنامه به زبان فارسی، عربی، اردو و ترکی است ولی توسعهٔ زبان‌های دیگر نیز از برنامه‌های آنها است.
ویکی‌فقه هم‌اکنون (فروردین ۱۴۰۴) بیش از ۸۰٬۰۰۰ مقالهٔ مستندسازی‌شده را در خود جای داده است. ویژگی خاص ویکی‌فقه مستندسازی پاورقی مقالات با کتابخانه‌های مدرسهٔ فقاهت است.
انتشار دروس حوزوی به صورت برخط از طریق ویکی‌فقه امکان‌پذیر شده است.